# Marťanské lodě
Marťanské lodě (anglicky Two Ships) je česko-norský koprodukční film režiséra Jana Foukala z roku 2021, inspirovaný stejnojmennou knihou básní Aleny Černé a vzpomínkami Martina Kyšperského; ten je autorem námětu a hraje ve filmu jednu z hlavních rolí. Marťanské lodě měly premiéru stanovenou na 23. srpen 2021 na MFF KV, novinářům se představily 13. září 2021, ještě před uvedením do biografů; to proběhlo 16. září.

## Příběh
Hlavní hrdina Martin (alter ego frontmana kapely Květy, zpěváka Martina E. Kyšperského) se v průběhu koncertních vystoupení setká náhodou s psycholožkou Eliškou (Eliška Křenková). Společně prožívají milostné vzplanutí, partnerské problémy i setkání s Martinovou přítelkyní, se kterou se „zapomněl rozejít“; jejich intimní sblížení je provázeno hektickým životem hudebníka, chvílemi bezstarostnosti, radosti i nedorozumění. Eliška odjíždí na stáž do Norska, kde plánuje zkoumat vliv nedostatku světla na psychický stav člověka. Po návratu se společně s Martinem sestěhují do podkrovního bytu, plánují společný život. Stále více však do jejich vztahu zasahuje Eliščina nemoc a bolesti, které jsou psychosomatického charakteru. V průběhu cesty na jedno z koncertních vystoupení, která kvůli defektu na autě skončila neplánovaně v autoservisu, Martinovi zazvoní telefon a dozvídá se tragickou zprávu.

## Obsazení
| Martin Kyšperský | Martin               |
| Eliška Křenková  | Eliška               |
| Jan Strejcovský  | Olda                 |
| Anita Krausová   | Klára                |
| Agáta Červinková | Eva                  |
| Pavel Zatloukal  | známý brněnský herec |
| Cyril Kaplan     | bicák                |
| Jiří Konvalinka  | houslista            |

Ve filmu hraje také samu sebe písničkářka Nikola Mucha.

## Výroba
Film se natáčel v Brně, např. v zábrdovických lázních, paláci Typos, paláci Jalta, v Kabaretu Špaček, Kabinetu múz, Bajkazylu nebo v areálu Malé Ameriky. Natáčení probíhalo také v Norsku, v Oslu i na norských ostrovech, kam hlavní hrdinka Eliška odjíždí na výzkumnou stáž.

## Premiéra
Film měl premiéru na filmovém festivalu v Karlových Varech, kde se představil v soutěžní sekci „Na východ od Západu“.

## Recenze
- Věra Míšková, Věra, Právo / Novinky.cz  50 %[5]
- Rimsy, MovieZone.cz  6/10[6]